# 朱正华
朱正华（1924年—1999年），男，江苏常州人，中国精细化工专家，曾任华东化工学院院长、教授、博士生导师。